# Cuauhtémoc Blanco
Cuauhtémoc Blanco Bravo (Ciudad de México, 17 de enero de 1973) es un exfutbolista y político mexicano. Es considerado como uno de los mejores futbolistas mexicanos en la historia; destacó al principio de su carrera como delantero y extremo, para después consolidarse como un volante de creación. Fue gobernador de Morelos desde 2018 hasta 2024.
Es el segundo máximo goleador histórico del Club América (153), sólo por debajo de Luis Roberto Alves “Zague” (188) y tercero de la selección de fútbol de México (38), por debajo de Javier Hernández (52) y Jared Borgetti (46). Sin embargo, una característica singular de su trayectoria como goleador en selección nacional, es que, a diferencia de la mayoría de los anotadores, la mayor parte de sus goles los realizó en competencia oficial (21), siendo el máximo goleador mexicano en ese rubro.
En el desglose de sus tantos en competencia: Fue el primer jugador mexicano en anotar gol en tres intervenciones mundialistas: uno en Francia 1998 a Bélgica, uno en Corea-Japón 2002 ante Croacia y uno en Sudáfrica 2010 a Francia. Al mismo tiempo, es junto a Alberto García-Aspe (1994 y 1998), Rafael Márquez (2006, 2010 y 2014) y Javier Hérnández (2010, 2014 y 2018) uno de los 4 jugadores mexicanos que anota gol en 2 mundiales consecutivos (1998 y 2002).
Realizó 5 goles en Copa América, siendo así el 2º máximo anotador mexicano debajo de Luis Hernández (9); Anotó 4 goles en Copa de Oro, para ser el 6º máximo realizador de su selección; Es el jugador con más goles en la historia de la Copa FIFA Confederaciones, junto con Ronaldinho Gaúcho (9).
En suma, y contemplando su 12 tantos en eliminatorias para la Copa del Mundo, 33 de sus 38 anotaciones fueron en torneo internacional, dentro de un representativo nacional en el que es el octavo jugador con más partidos disputados en selección nacional (120), pero con la segunda trayectoria más larga de la historia. Entre su primer y último partido de selección trascurrieron 19 años, 3 meses y 27 días. De la misma manera, destaca a nivel internacional de clubes, como el mayor goleador mexicano en competiciones sudamericanas con 26 tantos (incluyendo los distintos selectivos Pre-Libertadores).
Además es el goleador número 23 de la historia en el Campeonato de Liga con 147 goles. También destaca como el 2º máximo goleador en partidos de selecciones nacionales dentro del Estadio Azteca, con 15 anotaciones: 6 en la Copa FIFA Confederaciones 1999 y 9 en eliminatorias mundialistas; solo después de Zague (17).
Se retiró oficialmente de la vida deportiva en 2016. En 2015 incursionó en la política local en Morelos. El 7 de junio del mismo año en las elecciones estatales de 2015 ganó la presidencia municipal de Cuernavaca por el Partido Socialdemócrata. Renunció a dicho partido al poco tiempo de afiliarse y entró al Partido Encuentro Social. En las elecciones estatales de 2018 fue electo como gobernador del Estado para el período 2018-2024.

## Futbolista

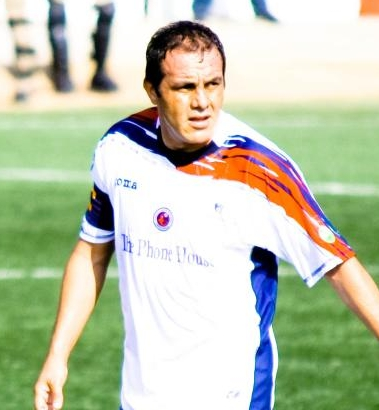
Imagen de Cuauhtémoc Blanco con Veracruz.

Nació en el barrio de Tepito, pero su familia se mudó en su niñez a la colonia Tlatilco de la Ciudad de México. Fue descubierto por el promotor Antonio La Coca González mientras jugaba representando a la delegación Azcapotzalco en el Torneo de las Delegaciones de la Ciudad de México, en 1989. Debutó con América el 5 de diciembre de 1992, en un duelo correspondiente a la 18.ª jornada de la temporada 1992-93 frente a León. Dicho partido fue celebrado en el estadio Nou Camp; y Blanco ingresó en el minuto 62 por Raúl Rodrigo Lara. El técnico que lo hizo debutar fue Miguel Ángel López.

### América (1.ª etapa)
Durante sus primeras dos temporadas como profesional disputó únicamente 16 encuentros, solo uno de ellos de forma completa y sin jugar más de 700 minutos en total (una situación normal para un centrodelantero joven y mexicano en un club que en ese momento contaba con delanteros como Hugo Sánchez, Zaguinho y Germán Martellotto, entre otros). Dicha situación comenzó a cambiar con la llegada de Leo Beenhakker al banquillo americanista en la temporada 1994-95. Fue el neerlandés el que, poco a poco, fue otorgándole confianza al jugador, variando su posición entre centro delantero o extremo. También lo orientó para que se comportara mejor y abogó por él ante la directiva para un aumento de sueldo. Bajo su dirección técnica marcó sus primeros seis goles en la máxima categoría. El primero de ellos lo convirtió el 16 de septiembre de 1994 ante Tecos de la UAG en un partido por la 3.ª jornada, disputado en el Estadio Tres de Marzo. A partir de allí comenzó a tener más regularidad. Sin embargo, al final del torneo Verano 1997 el director técnico Jorge Solari prescindió de su participación y fue enviado en calidad de préstamo a Necaxa por un año.

### Necaxa
Una vez cedido al club Necaxa, Blanco permaneció en esta institución durante los dos torneos cortos que comprendieron el ciclo 1997-98, siendo parte importante del subcampeonato alcanzado por el cuadro rojiblanco que perdió la final ante Deportivo Toluca en el Verano de 1998. Fue en este torneo, en el que de forma simultánea a lo que ocurría en la selección nacional, comenzó a ser alineado como volante de creación. Su desempeño en este equipo le permitió regresar al conjunto de Coapa.

### América (2.ª etapa)
Ubicado nuevamente como centro delantero por Carlos Reinoso, vivió su mejor etapa como goleador. Obtuvo el "Campeonato de goleo individual" con 16 anotaciones en el mismo número de juegos en los que participó durante el Invierno 1998, lideró la ofensiva americanista como mejor anotador en 4 torneos consecutivos y comenzó a convertirse en referente del equipo por situaciones dentro y fuera de la cancha.
En la Copa Libertadores 2000 tuvo una de sus más destacas actuaciones a nivel internacional al concretar 9 goles en 12 partidos, incluyendo dos históricos tripletes. El primero de ellos el 12 de abril de 2000 en la mayor goleada mexicana de la historia en el torneo sudamericano, cuando América venció 8-2 a Olimpia. El segundo triplete estuvo precedido de una serie de amenazas de muerte producidas por miembros de las barras del club colombiano América de Cali. América había derrotado a la escuadra colombiana 2-1 en el juego de ida de los octavos de final, con gol de último minuto de Blanco en el Estadio Azteca, lo que provocó los mensajes de animadversión contra el mexicano, advirtiéndole del peligro que corría de presentarse en suelo visitante. En el juego de vuelta el 9 de mayo, Blanco marcó los tres goles de la victoria 3-2 del equipo mexicano, lo que le valió los aplausos de los aficionados rivales.

### Real Valladolid
Su actuación en Copa Libertadores fue factor determinante para su contratación por parte del Real Valladolid, en calidad de préstamo para la temporada 2000-01. Su primera temporada se vio afectada por los 8 meses que estuvo inactivo por una lesión provocada por el jugador trinitario Ancil Elcock, el 8 de octubre de 2000 en juego de la Segunda fase de la eliminatoria para la Copa del Mundo 2002. Su primer gol llegó después de su recuperación en la temporada 2001-02, el 29 de septiembre del 2001 ante el Real Madrid en el Estadio Santiago Bernabéu. Dicho gol fue anotado a través de un tiro libre que significó el empate. Luego será recordado porque les hizo perder a los jugadores de su propio equipo una quiniela de 4 millones de pesetas en la que habían apostado contra sí mismos. A pesar de un desempeño aceptable y la confianza del técnico en turno, su compra definitiva no se concretó por lo cual tuvo que regresar a México.

### América (3.ª etapa)
Su regreso al América para el torneo Apertura 2002 se produce en un momento en que el futbolista se encuentra consolidado e identificado con la etiqueta de figura para su club. Aquel primer torneo se convierte en líder pasador y goleador del equipo que consiguió el liderato general de la competencia. Actuación que contrastó con su desempeño al siguiente torneo en el que no consiguió ningún tanto.
Con el regreso al Conjunto de Coapa del entrenador Leo Beenhakker en el Apertura 2003, Blanco recuperó su mejor nivel y formó una destacada dupla con el chileno Reinaldo Navia. Su mejoría se extendió a la disputa de la Copa Libertadores 2004, donde nuevamente sobresalió como pasador y anotador de 4 goles. Dicha participación fue eclipsada al verse involucrado en una pelea campal con jugadores del São Caetano, luego de la eliminación del equipo mexicano en el partido de vuelta de los octavos de final que terminó con empate a uno (previa derrota 2-1 en la ida) acontecido el 11 de mayo en el Estadio Azteca. Las consecuencias para el jugador fue una suspensión de un año de toda competencia avalada por CONMEBOL, y su consecuente salida del club para jugar en Veracruz.

### Veracruz
Durante su participación con el equipo veracruzano en el torneo Apertura 2004, fue parte fundamental de la histórica actuación de su equipo, que alcanzó el primer lugar de la competencia (algo que no conseguía desde la temporada 1949-50), luego de una racha de ocho victorias consecutivas, y encabezando una muy destacada ofensiva integrada por Walter Jiménez, Kléber Pereira, Christian Giménez, entre otros.

### América (4.ª etapa)
Regresó en el Clausura 2005 al América de la mano de Mario Carrillo, para consagrarse por primera vez como Campeón de liga, lo hizo luego de una actuación histórica de su equipo (el monarca menos vencido) y una muy destacada de su parte como capitán, anotando dos goles en la final frente a Tecos de la UAG, uno de penal en el juego de ida y uno en el de vuelta el 29 de mayo en el Estadio Azteca. Destacó el conjunto ofensivo que formó con Claudio López, Kleber Pereira y Aarón Padilla. En este ciclo también obtendría el Campeón de Campeones 2004-05 y la Copa de Campeones de la Concacaf 2006. Posteriormente y luego de una baja importante de juego, conformaría una nueva dupla en la ofensiva, esta vez con Salvador Cabañas, destacando ambos en el subcampeonato del Clausura 2007 y la actuación en Copa Libertadores 2007. Durante la final marco sus últimos dos goles como jugador del América, el 24 de mayo en el Azteca, y el día 27 durante el juego de vuelta en el Estadio Hidalgo.

### Chicago Fire
El 1 de abril de 2007 fichó por el Chicago Fire de la MLS de Estados Unidos, equipo al que se integró hasta el final del torneo mexicano. Ganó el título de mejor gol en su primera temporada, que resultó exitosa un poco más en lo comercial, pues su presencia atrajo para su equipo un sector hispano de aficionados. Fue nominado a Jugador Más Valioso de la MLS junto con el brasileño Luciano Emilio y el colombiano Juan Pablo Ángel también en esta campaña.
Formó parte del plantel que disputó el MLS All-Star 2008 que se llevó a cabo el 24 de julio de 2008 ante el cuadro inglés del West Ham United, el cual terminó 3-2 a favor del equipo estadounidense, en el cual Blanco mete un gol con buena técnica individual y da otro pase para gol, además de ser elegido el Jugador Más Valioso del Partido.

### Liga de Ascenso
En 2010 al terminar su contrato con el Chicago Fire y con 37 años de edad, Blanco rechaza la posibilidad de retiro y decide continuar su carrera en los Tiburones Rojos de Veracruz de la Liga de Ascenso, por lo que en el verano se convierte en el primer convocado a una Copa del Mundo que juega en un equipo de la segunda categoría del balompié nacional.
Después de la Copa del Mundo y aun rehuyendo la opción de dejar el fútbol, el jugador continua su trayectoria en la división de ascenso, desfilando por los equipos Irapuato, Dorados de Sinaloa y Lobos BUAP. Aunque con ninguno consiguió el ascenso, sobresalió su título de Copa México en Apertura 2012 con Dorados, el primero para un equipo del circuito de ascenso en México.

### Puebla
Para el Apertura 2014, Rubén Omar Romano, director técnico del Puebla decide llevar a Cuauhtémoc Blanco de nuevo a jugar a la Primera División. El desempeño de Blanco dejó satisfecha a la institución y al terminar el torneo, la dirigencia poblana le renueva el contrato por seis meses más. En el Clausura 2015 disminuyeron sus minutos en la Liga. Sin embargo, fue baluarte de los camoteros en el torneo de Copa MX y logran llegar a la final, la cual ganaron por marcador de 4-2 contra el Guadalajara. Sus últimos minutos como futbolista los vivió en el campo del Estadio Olímpico de la BUAP entrando como de cambio al minuto 70, siendo ovacionado por el público tras entrar a la cancha. Generó algunas jugadas de peligro y estuvo cerca de anotar un gol antes de que el juego llegara a su final, y terminó levantando el trofeo como capitán.

### América (5ª etapa y despedida)
A manera de homenaje y como parte de los festejos del Club América en el marco del centenario de su fundación; Blanco fue registrado formalmente en el equipo para disputar el partido correspondiente a la fecha nueve del Clausura 2016 frente a Monarcas Morelia. El jugador se retiró de esta manera, de forma definitiva, del balompié profesional y portando la playera del equipo con el cual debutó y alcanzó su mayor nivel. Blanco inició como titular y capitán en el partido. Cuauhtémoc, que portó la playera "100", generó peligro, tocó en varias ocasiones el balón, comandó ataques e incluso estuvo cerca de hacer un gol, pero el travesaño lo impidió. Al minuto 36, el jugador salió de la cancha e ingresó Carlos Darwin Quintero. La afición se brindó al ídolo americanista. Al medio tiempo recibió un reconocimiento por parte de la directiva y se despidió del público con una vuelta olímpica. Durante la segunda parte, Blanco estuvo en la banca, donde festejó. Al terminar el encuentro, la afición ovacionó nuevamente al playera "100" de las Águilas.

## Selección nacional

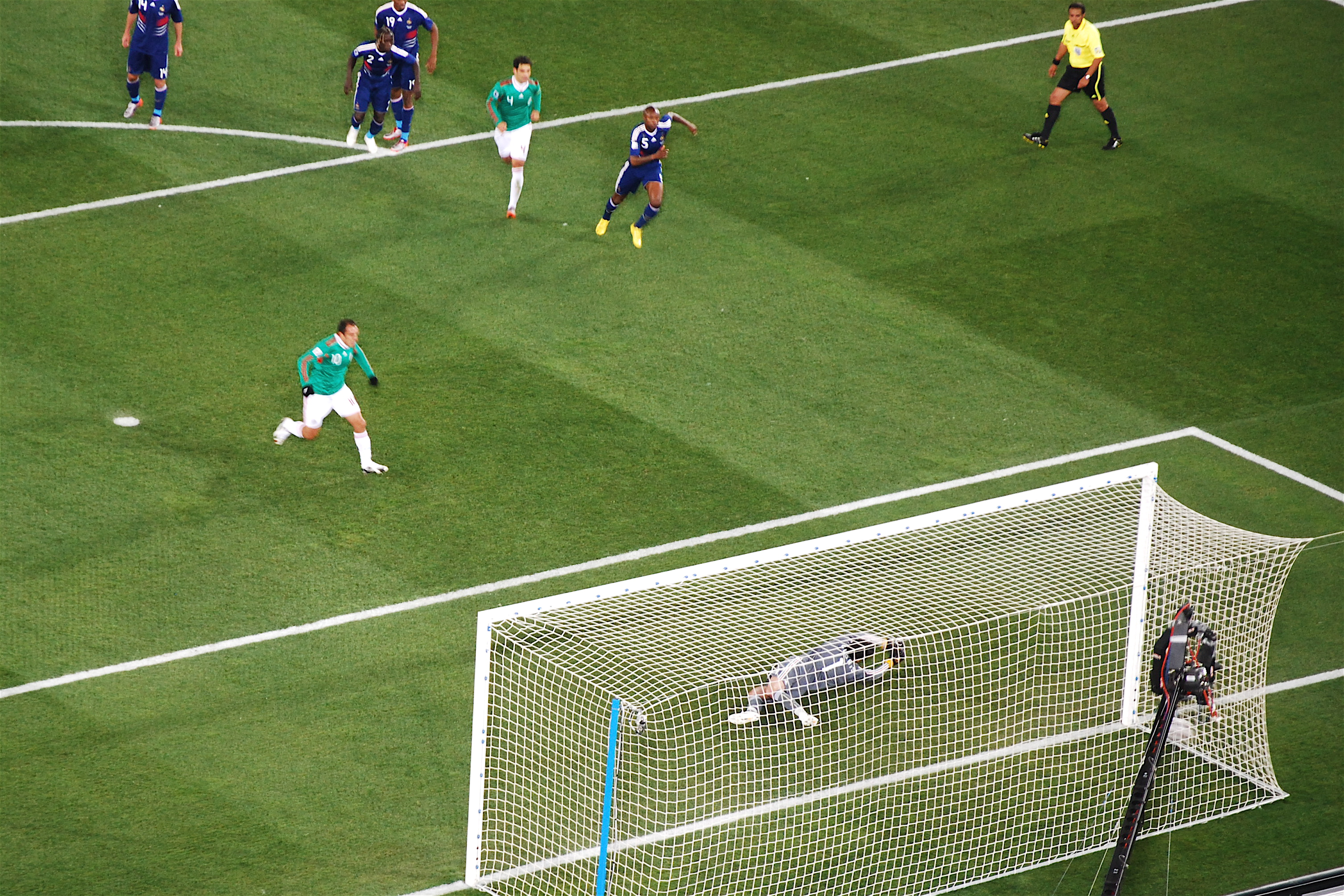
Blanco marcando de tiro penal contra Francia en el Mundial Sudáfrica 2010.

### Inicios y consolidación
El 1 de febrero de 1995 debutó con el Tricolor, en un partido amistoso ante Uruguay en San Diego, Estados Unidos, el partido lo disputó como titular y completo, el entrenador era Miguel Mejía Barón. Sería su única experiencia con la selección mayor ese año. Sin embargo integró la selección sub-23 que disputó y obtuvo la medalla de plata en el Torneo de Fútbol de los Juegos Panamericanos de Mar del Plata; campeonato donde marcó 3 goles.
Integrando este representativo sub-23, ganó el Preolímpico de Concacaf disputado en Canadá, anotando 5 goles en su participación. Estuvo presente en el Torneo Olímpico de Atlanta 1996, sin marcar goles, pero actuando en los cuatro encuentros.
Para entonces ya había regresado a la selección mayor, cuando un equipo juvenil compitió y ganó el título en la Copa de Oro de la Concacaf 1996, que se disputó en febrero. El 21 de febrero en el Memorial Coliseum de Los Ángeles, Blanco anotó el segundo gol del triunfo 2-0 ante Brasil.
En 1997 integró los representativos mexicanos que acudieron a la Copa América de Bolivia 1997 y a la Copa Confederaciones en Arabia Saudita. En el primero marcó el gol del empate 1-1 con Ecuador; y en la segunda dos de los goles en la victoria 5-0 contra el conjunto local y uno en la derrota 2-3 con Brasil. En este último ya con la dirección técnica de Manuel Lapuente quien comenzó a habilitarlo (tal como ocurría en Necaxa) como medio creativo.
Inició 1998 jugando la Copa Oro, donde integró una dupla ofensiva al lado de Luis Hernández, para obtener el título del área. Jugó su primera Copa del Mundo en Francia 1998, donde tendría una destacada actuación no solo como orquestador en los cuatro partidos que disputó, sino anotando un gol de buen remate, tendiéndose con los pies por delante, en el empate 2-2 con Bélgica el 20 de junio, en el Parc Lescure de Burdeos. Como anécdota, durante su primer encuentro contra Corea del Sur utilizó un peculiar recurso o finta, que consistió en saltar por encima de la marca de dos jugadores, reteniendo el balón, por una fracción mínima de tiempo, con su pies, denominándose posteriormente como Cuauhteminha.
Durante 1999 se presentó su consolidación como jugador del Tricolor, siendo parte fundamental del equipo que obtuvo el tercer lugar de la Copa América de Paraguay 1999 (donde marcó dos goles en el triunfo 3-1 sobre Venezuela) y el campeonato de la Copa FIFA Confederaciones 1999 que se disputó en territorio mexicano. Es ahí donde concreta su mejor actuación como seleccionado al marcar 4 anotaciones en la victoria 5-1 sobre Arabia Saudita el 25 de julio en el Estadio Azteca, el gol de oro en el triunfo 1-0 de la semifinal con Estados Unidos. Finalmente contribuiría con dos pases para gol y anotando el cuarto, y definitivo tanto, del histórico triunfo 4-3 sobre Brasil en la gran final disputada el 4 de agosto.

### Eliminatoria y Copa Mundial de 2002
El 8 de octubre de 2000 en duelo de la Segunda fase eliminatoria para la Copa del Mundo 2002 ante Trinidad y Tobago, recibió una falta dentro del área por parte de Ancil Elcok, lo que le originó una grave lesión que lo alejó ocho meses de las canchas, antes de ello había anotado dos goles en el encuentro, el cual finalizó 7-0. La lesión ocasionó que Blanco se perdiera la disputa de la primera vuelta del Hexagonal final de CONCACAF, la Copa Confederaciones Corea-Japón 2001 y la Copa América Colombia 2001.
Su regreso se presentó el 2 de septiembre de 2001, anotando los dos goles de su equipo en la victoria 2-1 como visitante sobre Jamaica en Kingston, en la segunda vuelta del hexagonal final, donde junto con el entrenador Javier Aguirre, llegó en un momento definitivo de la clasificación, amenazada por los malos resultados de la primera tanda de juegos. Volvió a marcar en la victoria de 3-0 ante Trinidad y Tobago.
Anotaría dos en el duelo definitivo frente a Honduras donde se logró la clasificación venciendo 3-0 a los catrachos.
En su segunda Copa del Mundo Corea-Japón 2002 disputaría nuevamente los cuatro partidos y anotaría un tanto de penalti en la victoria 1-0 sobre Croacia el 3 de junio en el Estadio del Gran Cisne de Niigata, además de dar el pase para el gol mexicano en el empate 1-1 ante Italia.

### Exclusión de la selección mexicana y la Copa Mundial de 2006
La llegada de Ricardo Lavolpe como entrenador significó un paulatino alejamiento e inactividad con la selección para el jugador. En los tres años que duró la etapa del argentino únicamente participó en 9 partidos, todos como titular aunque solo disputando tres de ellos completos, y no marcó ningún gol. Su relación con el entrenador nacional había pasado por una serie de polémicas que iniciaron en 1996, cuando Lavolpe dirigió a América, suscitándose varios desencuentros por aparentes malos tratos del entrenador hacia los jugadores jóvenes. A esto se agrega un polémico festejo de Blanco, frente a Lavolpe, luego de un gol en la victoria 2-0 de América sobre Atlas en el Azteca durante la Pre-Libertadores, el 29 de septiembre de 1999. Dichos conflictos, sumados a distintas razones que se presentaron en el transcurso de la denominada "Era Lavolpe", ocasionaron que no participara en la Copa Oro 2003 (donde se dijo no había sido llamado por ser un torneo para probar jugadores), la Copa América Perú 2004 (suspendido un año de competencias de la CONMEBOL), la Copa Confederaciones Alemania 2005, la Copa Oro 2005 y gran parte de la eliminatoria mundialista. Finalmente, en un suceso que levantó controversia en su momento, fue excluido de la lista definitiva que competiría en la Copa del Mundo Alemania 2006.

### Regreso a la selección mexicana
Regresó a selección nacional, ya con Hugo Sánchez como director técnico, participando en la Copa Oro 2007 (donde marcó un gol en la derrota 1-2 frente a Honduras) y en la Copa América Venezuela 2007 (anotó dos goles, uno frente a Paraguay y otro contra Uruguay). Formaría parte de las primeras fases de la eliminatoria mundialista en 2008, pero conflictos con el director técnico Sven-Göran Eriksson lo alejaron nuevamente de la selección.

### Eliminatoria y Copa Mundial de 2010
Nuevamente de la mano de Javier Aguirre, fue parte fundamental de la consecución del pase dentro del Hexagonal final de la CONCACAF, que de nueva cuenta se encontraba amenazado por malos resultados en la primera vuelta; marcando tres goles en la segunda vuelta. Con esto disputaría su tercera Copa del Mundo en Sudáfrica 2010; jugó tres de los cuatro encuentros, y marcó un gol, transformando un penalti ante Francia el 17 de junio en el Estadio Peter Mokaba.
Su despedida con la selección nacional aconteció en el partido amistoso México vs Israel la noche del 28 de mayo de 2014 en el Estadio Azteca, en el que jugó la mayor parte del primer tiempo; fue aclamado por la afición al salir de la cancha y de la misma manera recibió un homenaje en el medio tiempo del partido.

### Participaciones en fases finales
| Torneo                         | Sede                  | Resultado        | Partidos | Goles |
| ------------------------------ | --------------------- | ---------------- | -------- | ----- |
| Copa Oro de 1996               | Estados Unidos        | Campeón          | 4        | 1     |
| Copa América de 1997           | Bolivia               | Tercer lugar     | 6        | 1     |
| Copa Confederaciones de 1997   | Arabia Saudita        | Primera Fase     | 2        | 3     |
| Copa Oro de 1998               | Estados Unidos        | Campeón          | 4        | 2     |
| Copa Mundial de Fútbol de 1998 | Francia               | Octavos de final | 4        | 1     |
| Copa América de 1999           | Paraguay              | Tercer lugar     | 5        | 2     |
| Copa Confederaciones de 1999   | México                | Campeón          | 6        | 6     |
| Copa Mundial de Fútbol de 2002 | Corea del Sur y Japón | Octavos de final | 4        | 1     |
| Copa Oro de 2007               | Estados Unidos        | Subcampeón       | 4        | 1     |
| Copa América de 2007           | Venezuela             | Tercer lugar     | 4        | 2     |
| Copa Mundial de Fútbol de 2010 | Sudáfrica             | Octavos de final | 3        | 1     |

## Filmografía

### Televisión
| Año       | Personaje          | Título                               | Fuente |
| --------- | ------------------ | ------------------------------------ | ------ |
| 2007      | Él mismo           | Rumbo al Mundial                     | [ 29 ] |
| 2009      | Él mismo           | Hasta que el dinero nos separe       | [ 30 ] |
| 2009      | Él mismo           | Adidas... Y tu que sientes por ella? | [ 31 ] |
| 2010-2011 | Juan José 'Juanjo' | Triunfo del amor                     | [ 32 ] |

## Presidente municipal de Cuernavaca
En las elecciones estatales de Morelos de 2015 fue postulado por el Partido Socialdemócrata de Morelos como candidato a presidente municipal de Cuernavaca, capital del estado. Cuauhtémoc Blanco fue electo con el apoyo del 25% de los votos emitidos.
En agosto de 2016, Roberto Carlos Yáñez, exsecretario del ayuntamiento de Cuernavaca afirmó que Cuahtémoc Blanco le había cobrado siete millones de pesos al Partido Socialdemócrata de Morelos a cambio de presentarse como su candidato para la alcaldía de Cuernavaca y declaró que existía un contrato que confirmaba la transacción. En respuesta, Blanco negó las acusaciones y se planteó denunciar a Yáñez por daño moral.

### Juicio político
El 16 de diciembre de 2016 la LIII Legislatura del Congreso del Estado de Morelos inició un proceso de juicio político en su contra. La acusación afirmaba que Cuauhtémoc Blanco no había cumplido con el requisito de vivir al menos cinco años en el municipio de Cuernavaca antes de poder postularse como presidente municipal y que intencionalmente falsificó documentos para aparentar cumplir con el requisito legal. El inicio del juicio político fue aprobado con el apoyo de 27 diputados y la abstención de uno.
En respuesta, Cuauhtémoc Blanco afirmó que las acusaciones eran parte de una persecución política y decidió realizar una huelga de hambre frente a la Catedral de Cuernavaca en protesta por la decisión del congreso estatal. Dos días después, el 18 de diciembre, la Suprema Corte de Justicia de la Nación ordenó la suspensión del juicio político por considerarlo inconstitucional.

## Gobernador de Morelos
En las elecciones estatales de Morelos de 2018 fue postulado como gobernador del estado por el Partido Encuentro Social (PES). Su nominación fue respaldada por la coalición Juntos Haremos Historia, integrada por el PES, el partido Movimiento Regeneración Nacional (Morena) y el Partido del Trabajo (PT). Cuauhtémoc Blanco resultó electo con el apoyo del 52% de los votos emitidos, equivalentes a 373 mil sufragios, de los cuales 217 mil fueron recibidos a través de Morena.

### Controversias

#### Vacaciones en Brasil
Entre el 17 de diciembre de 2021 y el 2 de enero de 2022 Cuauhtémoc Blanco pidió licencia de su cargo como gobernador por dos semanas para poder tomar vacaciones en Río de Janeiro, Brasil, designando a su secretario de gobierno, Pablo Ojeda Cárdenas, como encargado de la gubernatura. Su licencia por vacaciones fue criticada por contrastar con el incremento en la inseguridad en el estado. Adicionalmente, la Fiscalía anticorrupción de Morelos inició una investigación sobre el pedido de licencia planteando que la designación del suplente de Cuauhtémoc Blanco fue hecha sin seguir la normativa establecida por la ley estatal.

#### Fotografía con líderes del narcotráfico
El 4 de enero de 2022 el periódico El Sol de México publicó una imagen del gobernador en compañía de tres narcotraficantes: Homero Figueroa "La tripa", dirigente del Comando Tlahuica, Irving Solano Vera "El profe" y Raymundo Isidro Castro "El Ray", dirigentes regionales del Cártel de Jalisco Nueva Generación. El medio informó que la fotografía fue hallada en el teléfono de una dirigente del cártel Guerreros Unidos, arrestada en noviembre de 2020. Investigaciones periodísticas posteriores señalaron que la fotografía fue tomada en una iglesia de Yautepec de Zaragoza el 12 de diciembre de 2018, dos meses después de que Cuahtémoc Blanco asumiera como gobernador de Morelos.
En respuesta, Cuahtémoc Blanco afirmó que las acusaciones eran sólo una campaña de desprestigio y justificó la foto planteando que él siempre se toma fotos con sus seguidores y simpatizantes: "Me saco fotos con todo el mundo, no le voy a negar la foto a nadie". El 5 de enero apareció una narcomanta en el estado de Morelos acusando al gobernador de haber realizado pactos con narcotraficantes y exhortándolo a cumplirlos. Además de sugerir una relación entre el gobernador y el asesinato del activista Samir Flores Soberanes, ocurrido en febrero de 2019 por oponerse al Proyecto Integral Morelos y a la construcción de la planta termoeléctrica de Huexca.
El 6 de enero, un grupo de once diputados del Congreso del Estado de Morelos firmó una petición para que la Fiscalía General de la República investigara al gobernador. Adicionalmente, los legisladores también plantearon la posibilidad de realizar un juicio político en su contra para destituirlo del cargo. El 13 de enero, la Fiscalía General del Estado de Morelos anunció una investigación a Cuauhtémoc Blanco en relación con la fotografía. El 14 de enero, el entonces Secretario de Gobernación, Adán Augusto López, pidió que se realizara una "investigación imparcial" del gobernador. Ese mismo día, Blanco reiteró ser víctima de una campaña de desprestigio y anunció la presentación de denuncias ante la Fiscalía General de la República en contra de los responsables.

## Estadísticas deportivas

### Clubes
| Club América · México | 1.ª           | 1992-93       | 12  | 0   | -  | - | 0  | 0  | -  | -  | 12  | 0   |
| Club América · México | 1.ª           | 1993-94       | 4   | 0   | -  | - | -  | -  | -  | -  | 4   | 0   |
| Club América · México | 1.ª           | 1994-95       | 33  | 6   | 0  | 0 | -  | -  | -  | -  | 33  | 6   |
| Club América · México | 1.ª           | 1995-96       | 32  | 0   | 1  | 0 | -  | -  | -  | -  | 33  | 0   |
| Club América · México | 1.ª           | 1996-97       | 27  | 9   | 0  | 0 | -  | -  | -  | -  | 27  | 9   |
| Club América · México | Total club    | Total club    | 108 | 15  | 1  | 0 | 0  | 0  | -  | -  | 109 | 15  |
| Club Necaxa · México | 1.ª           | 1997-98       | 28  | 13  | -  | - | -  | -  | -  | -  | 28  | 13  |
| Club Necaxa · México | Total club    | Total club    | 28  | 13  | -  | - | -  | -  | -  | -  | 28  | 13  |
| América · México | 1.ª           | 1998-99       | 31  | 31  | -  | - | -  | -  | -  | -  | 31  | 31  |
| América · México | 1.ª           | 1999-00       | 36  | 20  | -  | - | 12 | 9  | 9  | 4  | 57  | 33  |
| América · México | Total club    | Total club    | 67  | 51  | -  | - | 12 | 9  | 9  | 4  | 88  | 64  |
| Real Valladolid · España | 1.ª           | 2000-01       | 3   | 0   | 0  | 0 | -  | -  | -  | -  | 3   | 0   |
| Real Valladolid · España | 1.ª           | 2001-02       | 20  | 3   | 0  | 0 | -  | -  | -  | -  | 20  | 3   |
| Real Valladolid · España | Total club    | Total club    | 23  | 3   | 0  | 0 | -  | -  | -  | -  | 23  | 3   |
| América · México | 1.ª           | 2002-03       | 36  | 11  | -  | - | 3  | 2  | -  | -  | 39  | 13  |
| América · México | 1.ª           | 2003-04       | 38  | 20  | -  | - | 7  | 5  | 6  | 3  | 51  | 28  |
| América · México | Total club    | Total club    | 74  | 31  | -  | - | 10 | 7  | 6  | 3  | 90  | 41  |
| Veracruz · México | 1.ª           | 2004          | 15  | 5   | -  | - | -  | -  | -  | -  | 15  | 5   |
| Veracruz · México | Total club    | Total club    | 15  | 5   | -  | - | -  | -  | -  | -  | 15  | 5   |
| América · México | 1.ª           | 2005          | 20  | 8   | -  | - | -  | -  | 3  | 0  | 23  | 8   |
| América · México | 1.ª           | 2005-06       | 28  | 7   | 2  | 0 | 7  | 0  | -  | -  | 37  | 7   |
| América · México | 1.ª           | 2006-07       | 36  | 13  | -  | - | 9  | 1  | 5  | 4  | 50  | 18  |
| América · México | Total club    | Total club    | 84  | 28  | 2  | 0 | 16 | 1  | 8  | 4  | 110 | 34  |
| Chicago Fire Estados Unidos | 1.ª           | 2007          | 17  | 4   | 0  | 0 | -  | -  | -  | -  | 17  | 4   |
| Chicago Fire Estados Unidos | 1.ª           | 2008          | 30  | 7   | 0  | 0 | -  | -  | -  | -  | 30  | 7   |
| Chicago Fire Estados Unidos | 1.ª           | 2009          | 18  | 6   | 0  | 0 | -  | -  | -  | -  | 18  | 6   |
| Chicago Fire Estados Unidos | Total club    | Total club    | 65  | 17  | 0  | 0 | -  | -  | -  | -  | 65  | 17  |
| Santos Laguna* · México | 1.ª           | 2008          | 4   | 1   | -  | - | -  | -  | -  | -  | 4   | 1   |
| Santos Laguna* · México | Total club    | Total club    | 4   | 1   | -  | - | -  | -  | -  | -  | 4   | 1   |
| Veracruz · México | 2.ª           | 2010          | 14  | 5   | -  | - | -  | -  | -  | -  | 14  | 5   |
| Veracruz · México | Total club    | Total club    | 14  | 5   | -  | - | -  | -  | -  | -  | 14  | 5   |
| Irapuato · México | 2.ª           | 2010-11       | 39  | 8   | -  | - | -  | -  | -  | -  | 39  | 8   |
| Irapuato · México | 2.ª           | 2011          | 8   | 1   | -  | - | -  | -  | -  | -  | 8   | 1   |
| Irapuato · México | Total club    | Total club    | 47  | 9   | -  | - | -  | -  | -  | -  | 47  | 9   |
| Sinaloa · México | 2.ª           | 2012          | 13  | 5   | -  | - | -  | -  | -  | -  | 13  | 5   |
| Sinaloa · México | 2.ª           | 2012-13       | 27  | 8   | 10 | 2 | -  | -  | -  | -  | 37  | 10  |
| Sinaloa · México | Total club    | Total club    | 40  | 13  | 10 | 2 | -  | -  | -  | -  | 50  | 15  |
| Lobos BUAP · México | 2.ª           | 2013-14       | 22  | 6   | 1  | 0 | -  | -  | -  | -  | 23  | 6   |
| Lobos BUAP · México | Total club    | Total club    | 22  | 6   | 1  | 0 | -  | -  | -  | -  | 23  | 6   |
| Puebla · México | 1.ª           | 2014-15       | 19  | 3   | 11 | 4 | -  | -  | -  | -  | 30  | 7   |
| Puebla · México | Total club    | Total club    | 19  | 3   | 11 | 4 | -  | -  | -  | -  | 30  | 7   |
| América · México | 1.ª           | 2016          | 1   | 0   | -  | - | -  | -  | -  | -  | 1   | 0   |
| América · México | Total club    | Total club    | 1   | 0   | -  | - | -  | -  | -  | -  | 1   | 0   |
| Total carrera | Total carrera | Total carrera | 611 | 200 | 25 | 6 | 38 | 17 | 23 | 11 | 697 | 234 |
| (1) Incluye datos de la Fase regular y de rondas de postemporada (liguilla en México y play-off en Estados Unidos); (2) Incluye datos de la Copa México / Campeón de Campeones / Copa del Rey / Lamar Hunt U.S. Open Cup; (3)Incluye datos de la Copa de Campeones de la CONCACAF / Copa Libertadores de América / Copa Sudamericana / Copa Mundial de Clubes de la FIFA (4) Incluye datos del Selectivo Pre Libertadores / Pre Libertadores / Interliga y el partido eliminatorio por el boleto denominado México 1 para Copa Libertadores 2007, contra Toluca jugado en 2006. (*) Únicamente a préstamo para disputar la liguilla del Apertura 2008. - Actualizado al 5 de marzo de 2016. |               |               |     |     |    |   |    |    |    |    |     |     |

### Apariciones en selección nacional
| Selección | Año   | Part. | Goles |
| --------- | ----- | ----- | ----- |
| México    | 1995  | 1     | 0     |
| México    | 1996  | 11    | 3     |
| México    | 1997  | 15    | 4     |
| México    | 1998  | 15    | 3     |
| México    | 1999  | 18    | 8     |
| México    | 2000  | 4     | 5     |
| México    | 2001  | 4     | 5     |
| México    | 2002  | 7     | 1     |
| México    | 2003  | 2     | 0     |
| México    | 2004  | 2     | 0     |
| México    | 2005  | 4     | 0     |
| México    | 2006  | 1     | 0     |
| México    | 2007  | 11    | 4     |
| México    | 2008  | 3     | 0     |
| México    | 2009  | 7     | 3     |
| México    | 2010  | 14    | 2     |
| México    | 2014  | 1     | 0     |
| Total     | Total | 120   | 38    |

### Goles en selección nacional
| Gol | Fecha                   | Sede                                    | Oponente          | Marcador | Resultado | Competición                                |
| --- | ----------------------- | --------------------------------------- | ----------------- | -------- | --------- | ------------------------------------------ |
| 1.  | 21 de enero de 1996     | Memorial Coliseum, Los Ángeles          | Brasil            | 2–0      | 2–0       | Copa de Oro de la Concacaf 1996            |
| 2.  | 7 de febrero de 1996    | Estadio Sausalito, Viña del Mar         | Chile             | 1–0      | 1–2       | Amistoso                                   |
| 3.  | 16 de junio de 1996     | Rose Bowl, Pasadena                     | Estados Unidos    | 2–1      | 2–2       | Copa USA 1996                              |
| 4.  | 22 de junio de 1997     | Félix Capriles, Cochabamba              | Ecuador           | 1–1      | 1–1       | Copa América 1997                          |
| 5.  | 14 de diciembre de 1997 | Estadio Rey Fahd, Riad                  | Arabia Saudita    | 3–0      | 5–0       | Copa FIFA Confederaciones 1997             |
| 6.  | 14 de diciembre de 1997 | Estadio Rey Fahd, Riad                  | Arabia Saudita    | 5–0      | 5–0       | Copa FIFA Confederaciones 1997             |
| 7.  | 16 de diciembre de 1997 | Estadio Rey Fahd, Riad                  | Brasil            | 1–1      | 2–3       | Copa FIFA Confederaciones 1997             |
| 8.  | 7 de febrero de 1998    | Oakland Coliseum, Oakland               | Honduras          | 1–0      | 2–0       | Copa de Oro de la Concacaf 1998            |
| 9.  | 7 de febrero de 1998    | Oakland Coliseum, Oakland               | Honduras          | 2–0      | 2–0       | Copa de Oro de la Concacaf 1998            |
| 10. | 20 de junio de 1998     | Parc Lescure, Burdeos, Francia          | Bélgica           | 2–2      | 2–2       | Copa Mundial de 1998                       |
| 11. | 6 de julio de 1999      | Antonio Oddone Sarubbi, Ciudad del Este | Venezuela         | 1–0      | 3–1       | Copa América 1999                          |
| 12. | 6 de julio de 1999      | Antonio Oddone Sarubbi, Ciudad del Este | Venezuela         | 3–0      | 3–1       | Copa América 1999                          |
| 13. | 25 de julio de 1999     | Estadio Azteca, Ciudad de México        | Arabia Saudita    | 1–0      | 5–1       | Copa FIFA Confederaciones 1999             |
| 14. | 25 de julio de 1999     | Estadio Azteca, Ciudad de México        | Arabia Saudita    | 2–0      | 5–1       | Copa FIFA Confederaciones 1999             |
| 15. | 25 de julio de 1999     | Estadio Azteca, Ciudad de México        | Arabia Saudita    | 4–1      | 5–1       | Copa FIFA Confederaciones 1999             |
| 16. | 25 de julio de 1999     | Estadio Azteca, Ciudad de México        | Arabia Saudita    | 5–1      | 5–1       | Copa FIFA Confederaciones 1999             |
| 17. | 1 de agosto de 1999     | Estadio Azteca, Ciudad de México        | Estados Unidos    | 1–0      | 1–0       | Copa FIFA Confederaciones 1999             |
| 18. | 4 de agosto de 1999     | Estadio Azteca, Ciudad de México        | Brasil            | 4–2      | 4–3       | Copa FIFA Confederaciones 1999             |
| 19. | 9 de enero de 2000      | Oakland Coliseum, Oakland               | Irán              | 2–0      | 2–1       | Amistoso                                   |
| 20. | 3 de septiembre de 2000 | Estadio Azteca, Ciudad de México        | Panamá            | 4–0      | 7–1       | Clasificación para la Copa Mundial de 2002 |
| 21. | 3 de septiembre de 2000 | Estadio Azteca, Ciudad de México        | Panamá            | 7–1      | 7–1       | Clasificación para la Copa Mundial de 2002 |
| 22. | 8 de octubre de 2000    | Estadio Azteca, Ciudad de México        | Trinidad y Tobago | 1–0      | 7–0       | Clasificación para la Copa Mundial de 2002 |
| 23. | 8 de octubre de 2000    | Estadio Azteca, Ciudad de México        | Trinidad y Tobago | 3–0      | 7–0       | Clasificación para la Copa Mundial de 2002 |
| 24. | 2 de septiembre de 2001 | Parque Independence, Kingston           | Jamaica           | 1–1      | 2–1       | Clasificación para la Copa Mundial de 2002 |
| 25. | 2 de septiembre de 2001 | Parque Independence, Kingston           | Jamaica           | 2–1      | 2–1       | Clasificación para la Copa Mundial de 2002 |
| 26. | 5 de septiembre de 2001 | Estadio Azteca, Ciudad de México        | Trinidad y Tobago | 3–0      | 3–0       | Clasificación para la Copa Mundial de 2002 |
| 27. | 11 de noviembre de 2001 | Estadio Azteca, Ciudad de México        | Honduras          | 1–0      | 3–0       | Clasificación para la Copa Mundial de 2002 |
| 28. | 11 de noviembre de 2001 | Estadio Azteca, Ciudad de México        | Honduras          | 3–0      | 3–0       | Clasificación para la Copa Mundial de 2002 |
| 29. | 3 de junio de 2002      | Estadio Niigata, Niigata                | Croacia           | 1–0      | 1–0       | Copa Mundial de 2002                       |
| 30. | 28 de febrero de 2007   | Estadio Qualcomm, San Diego             | Venezuela         | 3–0      | 3–0       | Amistoso                                   |
| 31. | 10 de junio de 2007     | Giants Stadium, East Rutherford         | Honduras          | 1–0      | 1–2       | Copa de Oro de la Concacaf 2007            |
| 32. | 8 de julio de 2007      | Estadio Monumental, Maturín             | Paraguay          | 5–0      | 6–0       | Copa América 2007                          |
| 33. | 14 de julio de 2007     | Estadio Olímpico, Caracas               | Uruguay           | 1–1      | 3–1       | Copa América 2007                          |
| 34. | 6 de junio de 2009      | Estadio Cuscatlán, San Salvador         | El Salvador       | 1–1      | 1–2       | Clasificación para la Copa Mundial de 2010 |
| 35. | 9 de septiembre de 2009 | Estadio Azteca, Ciudad de México        | Honduras          | 1–0      | 1–0       | Clasificación para la Copa Mundial de 2010 |
| 36. | 10 de octubre de 2009   | Estadio Azteca, Ciudad de México        | El Salvador       | 2–0      | 4–1       | Clasificación para la Copa Mundial de 2010 |
| 37. | 17 de marzo de 2010     | Estadio TSM Corona, Torreón             | Corea del Norte   | 1–0      | 2–1       | Amistoso                                   |
| 38. | 17 de junio de 2010     | Estadio Peter Mokaba, Polokwane         | Francia           | 2–0      | 2–0       | Copa Mundial de 2010                       |

## Palmarés

### Campeonatos nacionales
| Título               | Club     | País   | Año  |
| -------------------- | -------- | ------ | ---- |
| Primera División     | América  | México | 2005 |
| Campeón de Campeones | América  | México | 2005 |
| Liga de Ascenso      | Irapuato | México | 2011 |
| Copa MX              | Dorados  | México | 2012 |
| Copa MX              | Puebla   | México | 2015 |

### Títulos internacionales
| Título                           | Club               | Sede             | Año  |
| -------------------------------- | ------------------ | ---------------- | ---- |
| Copa de Campeones de la CONCACAF | América            | Santa Ana        | 1992 |
| Copa de Oro de la CONCACAF       | Selección Mexicana | Estados Unidos   | 1996 |
| Copa de Oro de la CONCACAF       | Selección Mexicana | Estados Unidos   | 1998 |
| Copa FIFA Confederaciones        | Selección Mexicana | México           | 1999 |
| Copa de Campeones de la CONCACAF | América            | Ciudad de México | 2006 |

### Distinciones individuales
| Distinción                                                                | Año  |
| ------------------------------------------------------------------------- | ---- |
| Máximo goleador de la Primera División de México (16 goles)               | 1998 |
| Mejor Delantero de la Primera División de México                          | 1998 |
| Citlali al Mejor Jugador de la Primera División de México                 | 1998 |
| Balón de Plata de la Copa Confederaciones                                 | 1999 |
| Goleador de la Copa Confederaciones (6 goles)                             | 1999 |
| Citlali al Mejor Jugador de la Primera División de México                 | 2005 |
| Mejor Delantero de la Primera División de México                          | 2005 |
| Citlali al Mejor Jugador de la Primera División de México                 | 2007 |
| Mejor jugador del Juego de las Estrellas de la MLS                        | 2008 |
| MLS Best XI                                                               | 2008 |
| Premio Nacional del Deporte                                               | 2009 |
| Goleador histórico de la Copa Confederaciones (compartido con Ronaldinho) |      |
| Miembro del Salón de la Fama del Fútbol Internacional                     | 2023 |